# Кароль Струський
Кароль Струський (пол. Karol Struski, нар. 18 січня 2001) — польський футболіст, півзахисник кіпрського клубу «Аріс».
Виступав, зокрема, за клуби «Гурник» (Ленчна) та «Ягеллонія», а також національну збірну Польщі.
Чемпіон Кіпру.

## Клубна кар'єра
Народився 18 січня 2001 року.
У дорослому футболі дебютував 2020 року виступами за команду «Ягеллонія», в якій того року взяв участь у 2 матчах чемпіонату. 
Своєю грою за цю команду привернув увагу представників тренерського штабу клубу «Гурник» (Ленчна), до складу якого приєднався на умовах оренди 2020 року. Відіграв за команду з Ленчни наступний сезон своєї ігрової кар'єри. Більшість часу, проведеного у складі «Гурника» з Ленчни, був основним гравцем команди.
У 2021 році повернувся до клубу «Ягеллонія». Цього разу провів у складі його команди один сезон. Граючи у складі «Ягеллонії» також здебільшого виходив на поле в основному складі команди.
До складу клубу «Аріс» приєднався 2022 року. Станом на 3 червня 2024 року відіграв за клуб з Лімасола 52 матчі в національному чемпіонаті.

## Виступи за збірні
У 2021 році дебютував у складі юнацької збірної Польщі (U-20), загалом на юнацькому рівні взяв участь у 8 іграх, відзначившись одним забитим голом.
У 2023 році дебютував в офіційних матчах у складі національної збірної Польщі.

## Титули і досягнення
- Чемпіон Кіпру (1):

«Аріс»: 2022-2023